# Francisco de Arango y Parreño
Francisco María de la Luz de Arango y Parreño (La Habana, 22 de mayo de 1765-La Habana, 21 de marzo de 1837) fue un político y hacendado cubano, de gran labor en el movimiento reformista de principios del siglo XIX en Cuba.
En atención a una petición del Ayuntamiento de La Habana, por real decreto de la reina gobernadora María Cristina de Borbón de fecha 20 de mayo de 1834 le fue otorgada la dignidad de marqués de la Gratitud, en atención a sus excepcionales merecimientos y servicios, no obteniendo el mismo el correspondiente Real despacho, que vino a ser extendido cuarenta y seis años después por el rey Alfonso XII, el 10 de junio de 1880, a su nieto Domingo Francisco Miguel de Regla de Arango y Herrera.

## Niñez y primeros estudios
Nace en el seno de una familia acomodada en la incipiente burguesía criolla de esos momentos. Sus primeros estudios en Humanidades los cursó en el Real Colegio Seminario de San Carlos y San Ambrosio. En el año 1781 ingresó en la Facultad de Leyes de la Real y Pontificia Universidad de San Jerónimo, en la que se graduó de bachiller en Derecho Civil en 1786.

## Desarrollo intelectual
Siendo muy joven comenzó a destacar en la oratoria y la jurisprudencia, gracias a lo cual pudo desempeñar una buena labor en la cátedra de Derecho Real de Prima en la Universidad. En 1787 viajó a España para cursar estudios universitarios en la Real Academia de Derecho Patrio y Común o de Santa Bárbara, de Madrid, radicada en los Reales Estudios de San Isidro donde destacó como alumno aventajado en derecho natural y de gentes.

## Principales trabajos
Después de obtener el título de abogado en 1789, realizó una serie de viajes por Europa y el Caribe para estudiar todo el sistema económico y su posible aplicación en Cuba.  
Una vez de vuelta en San Cristóbal de La Habana, desempeñó importantes cargos en la vida política de esta urbe dentro de los cuales destaca su ingreso a la Sociedad Patriótica de La Habana, de la que llegó a ser director (1797-1798) y socio de honor, así como la fundación de la Sociedad Económica de Amigos del País en 1791.  
Como figura principal de la denominada generación del 92 (1792) o Ilustración Reformista Cubana expuso el programa económico-social de la misma, en su Discurso sobre la agricultura de La Habana y medios de fomentarla del propio año 1792, el cual presentó ante la Corte de Carlos IV. Las principales proposiciones que recoge el documento son las siguientes: libre comercio de esclavos; aumento de la esclavitud para resolver los problemas de la fuerza de trabajo, perfeccionamiento en la utilización de las tierras y la aplicación de la más moderna técnica; desarrollo tecnológico de la manufactura azucarera (para cuyo fin crea el Consulado, organismo llamado a impulsar experimentos con máquinas nuevas, cultivos e industrias, que aumentasen la calidad y el número de productos cubanos), libertad de comercio con los puertos españoles y los de otras regiones; disminución de gravámenes a las exportaciones e importaciones de la Isla; así como la disminución del peso de la usura en los préstamos necesarios para el fomento de la agricultura y la manufactura. 
Entre las proposiciones anteriores, más allá de su carácter oligárquico-esclavista-plantacionista, se recogía un amplio campo de medidas que permitiesen resolver el problema de la fuerza de trabajo una vez que se hiciese inevitable la supresión de la esclavitud, la más significativa de las cuales es el fomento de la inmigración blanca para aumentar el campesinado.
Arango y Parreño, al igual que muchos de sus compatriotas, no estaba de acuerdo con la condición colonial de Cuba, pretendiendo gozar de los mismos privilegios que los peninsulares. 
Durante la Guerra de Independencia española tomó partido por los constitucionales y representó a Cuba en las Cortes de 1812. Realizó viajes de estudio por Francia, Portugal, Inglaterra y algunas de sus colonias. Posteriormente en 1816 se le otorgó el cargo de ministro del Supremo Consejo de Indias y de la Junta Real para la Pacificación de las Américas. Arango fue un discreto autonomista, deseoso de mejorar la situación del país fomentando una mayor libertad de comercio, que permitiría el incremento de la producción azucarera y el mejoramiento de la situación de los hacendados cubanos.  
Se consideraba un “español de ultramar” y efectivamente su acción pública ocurre dentro de la órbita de España. En 1818 regresa a Cuba donde fue nombrado consejero de Estado en 1820 y superintendente de Hacienda en 1824. 
Otras obras suyas de relevancia fueron: Máximas económico-políticas sobre el comercio colonial (1816) e Informe al rey sobre la condición de los esclavos en Cuba y urgente necesidad de supresión del tráfico (1818).
También brindó grandes aportes en la elaboración del plan de estudios que regiría en las escuelas de la Isla. En 1834 fue distinguido con el título de prócer del Reino. Murió el 21 de marzo de 1837.